# لوجیکا نووا
در تاریخ منطق، اصطلاح «منطق نو» (به لاتین: Logica nova) به زیرمجموعه‌ای از سنت منطقی اروپای غربی اشاره دارد که در حدود اواسط قرن دوازدهم میلادی وجود داشته است. «منطق قدیم» (به لاتین: Logica vetus) به آثار ارسطو اشاره داشت که مدت‌ها در غرب لاتین شناخته شده و مطالعه می‌شد، در حالی که «منطق نو» به اشکالی از منطق برگرفته از آثار ارسطو اطلاق می‌شد که تا پیش از ترجمه آن‌ها توسط جیمز ونیزی در قرن دوازدهم، در دسترس نبودند. مطالعه «منطق نو» بخشی از رنسانس قرن دوازدهم بود.

## شرح مختصر
تقسیم‌بندی آثار به شرح زیر بود:
- منطق قدیم (Logica vetus) (گاهی اوقات به صورت Ars vetus هم گفته می‌شود)
  - مقولات (The Categories)
  - تعبیرات (De Interpretatione)
  - ایساغوجی (Isagoge) اثر پورفیری
  - کتاب شش اصل (Liber sex principiorum)، تفسیری بی‌نام و نشان بر بخش پایانی مقولات که اغلب به گیلبرت د لا پوره نسبت داده شده است.

- گاهی اوقات آثار بوئتیوس نیز  شامل می‌شوند:
  - در باب تفاوت‌های جدلی (De topicis differentiis)
  - در باب تقسیم (De divisione)
  - در باب قیاس‌های حملی (De syllogismis categoricis)
  - در باب قیاس‌های شرطی (De syllogismis hypotheticis).

این آثار، به استثنای کتاب شش اصل، در زمان آبلار از قبل متون معیار و معتبر بوده‌اند. او اثر معروف خود، Logica Ingredientibus، را بر اساس طرحی از هفت کتاب بالا (به جز کتاب شش اصل) نوشت.
- منطق نو (Logica nova)
  - آنالوطیقای اول (Prior Analytics)
  - آنالوطیقای دوم (Posterior Analytics)
  - طوبیقا (Topics)
  - پ‍ی‍رام‍ون اب‍طال‌های س‍وف‍ی‍س‍ت‍ی (Sophismata)